# ادوین فن در سار
ادوین فان در سار (به هلندی: Edwin van der Sar) (زاده ۲۹ اکتبر ۱۹۷۰) دروازه‌بان فوتبال بازنشستهٔ هلندی است که در دوران بازی‌اش در فوتبال حرفه‌ای در تیم‌های آژاکس، یوونتوس، فولام و منچستر یونایتد بازی کرد. او رکورددار بازی در تیم ملی هلند است.
او فوتبالش را از باشگاه آژاکس آغاز کرد و یکی از اعضای نسل طلایی این باشگاه لقب گرفت. او نُه سال در این تیم هلندی بازی کرد و بعد از آن به یوونتوس ایتالیا پیوست و بعد از دو سال بازی در یوونتوس، این تیم را نیز ترک کرد و به فولهام پیوست. بعد از گذراندن ۴ فصل در فولام، در سال ۲۰۰۵ به باشگاه منچستر یونایتد رفت. او از معدود بازیکنانی است که با دو تیم مختلف در لیگ قهرمانان اروپا به مقام قهرمانی دست یافته‌است؛ با تیم آژاکس در سال ۱۹۹۵ و با تیم منچستر یونایتد سال ۲۰۰۸. همچنین فن در سار در سال ۱۹۹۲، به همراه آژاکس در جام یوفا قهرمان شد.
در طول دوران حرفه‌ای طولانی‌اش، او به موفقیت‌های زیادی رسید و رکوردهای زیادی را ثبت کرد. در فصل ۰۹–۲۰۰۸، او توانست با بسته نگه داشتن دروازه‌اش به مدت ۱٬۳۱۱ دقیقه، رکورد جهانی دروازه بسته را جابه‌جا نماید. او در سال‌های ۱۹۹۵ و ۲۰۰۹، عنوان بهترین دروازه‌بان اروپا را به‌دست‌آورد. به گفته منتقدان و هم‌بازیان او، فن در سار یکی از بهترین دروازه‌بانان تاریخ فوتبال است.
او در سال ۲۰۰۸ در دیدار فینال چمپیونز لیگ در حالی که بازی به پنالتی کشیده شده بود، با منچستریونایتد به عنوان قهرمانی UCL دست یافت.